# استان یاماگوچی
استان یاماگوچی (به ژاپنی: 山口県) یکی از استان‌های کشور ژاپن است.
این استان در ناحیه چوگوکو و در جزیرهٔ هونشو قرار دارد.
مرکز این استان، شهر یاماگوچی است ولی بزرگ‌ترین شهر آن شیمونوسِکی است.
این منطقه در قدیم تحت فرمان‌روایی خاندان موری بود.

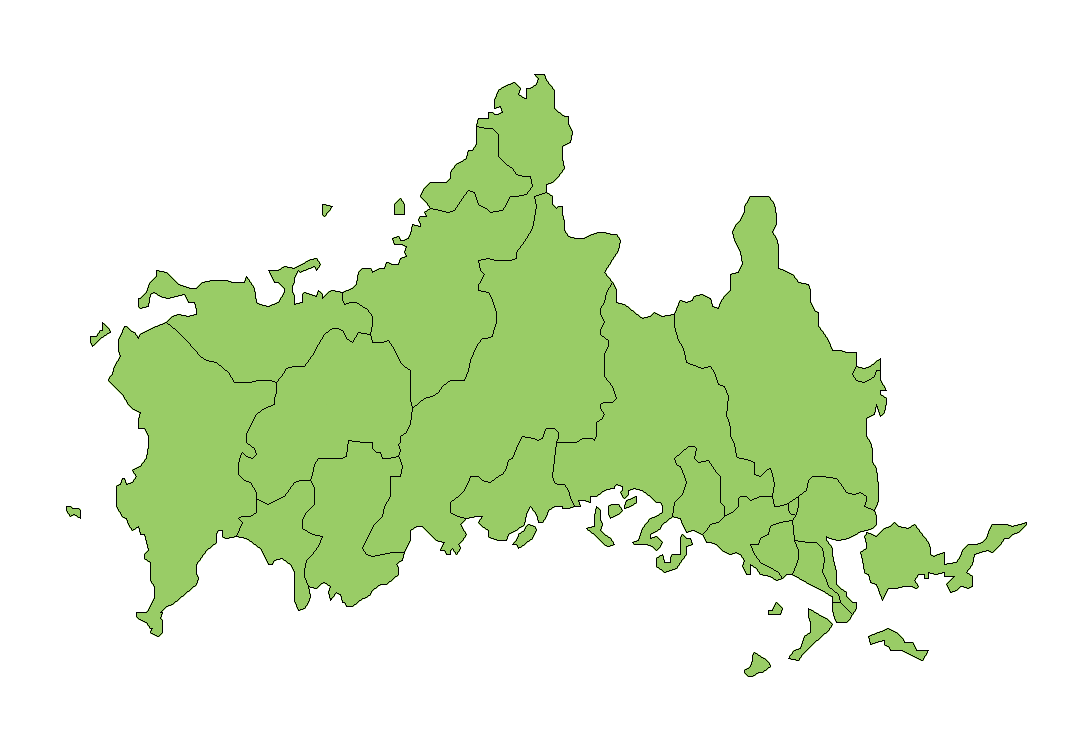

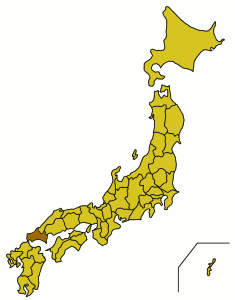